# Майдан (Румунія)
Майдан (рум. Maidan) — село у повіті Сучава в Румунії. Входить до складу комуни Качика.
Село розташоване на відстані 359 км на північ від Бухареста, 32 км на захід від Сучави, 144 км на північний захід від Ясс.

## Населення
За даними перепису населення 2002 року у селі проживали 139 осіб.
Національний склад населення села:
| Національність | Кількість осіб | Відсоток |
| -------------- | -------------- | -------- |
| українці       | 95             | 68,3%    |
| поляки         | 35             | 25,2%    |
| румуни         | 9              | 6,5%     |

Рідною мовою назвали:
| Мова       | Кількість осіб | Відсоток |
| ---------- | -------------- | -------- |
| українська | 95             | 68,3%    |
| польська   | 35             | 25,2%    |
| румунська  | 9              | 6,5%     |